# Elkalyce indicana
Elkalyce indicana är en fjärilsart som beskrevs av Zdravko Lorkovic 1948. Elkalyce indicana ingår i släktet Elkalyce och familjen juvelvingar. Inga underarter finns listade i Catalogue of Life.